# 戈爾巴尼 (佩列亞斯拉夫-赫梅利尼茨基區)
50°0′9″N 31°52′56″E / 50.00250°N 31.88222°E
霍爾巴尼（烏克蘭語：Горбані）是位於烏克蘭北部的村莊，由基辅州鲍里斯皮尔区的塔尚市鎮負責管轄。該村面積3.23平方公里，海拔高度122米，2001年人口680，人口密度每平方公里210.5人。